# Atolmis rubicollis
Atolmis rubicollis là một loài bướm đêm thuộc phân họ Arctiinae, họ Erebidae.